# Щербина Артем Григорович
Арте́м Григо́рович Щерби́на (4 червня 1981 — 22 січня 2015) — сержант Збройних сил України, учасник російсько-української війни.

## Короткий життєпис
Народився 04 червня 1981 року у м. Кривий Ріг, закінчив Криворізьку загальноосвітню школу № 1. Після закінчення школи вступив на навчання до Криворізького авіаційного коледжу цивільної авіації (спеціальність — радіоелектронік). Закінчив Харківський національний університет радіоелектроніки (спеціальність — спеціаліст з апаратури радіозв'язку).
Працював у Державному воєнізованому гірничорятувальному загоні ДСНС України (распіраторщик).
У час війни сержант 25-ї окремої повітряннодесантної бригади, командир відділення гранатометного розрахунку.
Загинув 22 січня 2015 року у бою поблизу міста Авдіївка районі аеропорту Донецька.
Похований у Кривому Розі.
Без Артема залишилися дружина й троє маленьких дітей.

## Нагороди та вшанування
- Указом Президента України № 311/2015 від 4 червня 2015 року, «за особисту мужність і високий професіоналізм, виявлені у захисті державного суверенітету та територіальної цілісності України, вірність військовій присязі», нагороджений орденом «За мужність» III ступеня (посмертно)[2].
- Нагороджений медаллю «За жертовність і любов до України» (посмертно).
- Нагороджений відзнакою м. Кривий Ріг «За заслуги перед містом» 3 ст. (посмертно).
- Вшановується в меморіальному комплексі «Зала пам'яті», в щоденному ранковому церемоніалі 22 січня[3][4].